# Médaille commémorative de l'expédition du Dahomey
La médaille commémorative de l'expédition du Dahomey est instituée par la loi du 24 novembre 1892 et décernée par le président de la République sur la proposition du ministre duquel dépend le corps, le service auxquels ils ont été attachés, à tous les officiers, marins et soldats ayant pris part aux expéditions du Dahomey.

## Attribution
En cas de décès du soldat ou du marin, la médaille est remise, à titre de souvenir, au fils aîné, à la veuve, au père, à la mère ou à défaut au plus âgé de ses frères.

## Description
- La médaille est en argent. Le diamètre du module est de 30 mm. Elle porte sur la face l’effigie de la République, avec les mots en légende : République Française ; et au revers, sous une étoile rayonnante, le mot Dahomey.
- Le ruban est rayé noir et jonquille.